# 達戈湖
53°9′4.21″N 13°3′13.54″E / 53.1511694°N 13.0537611°E

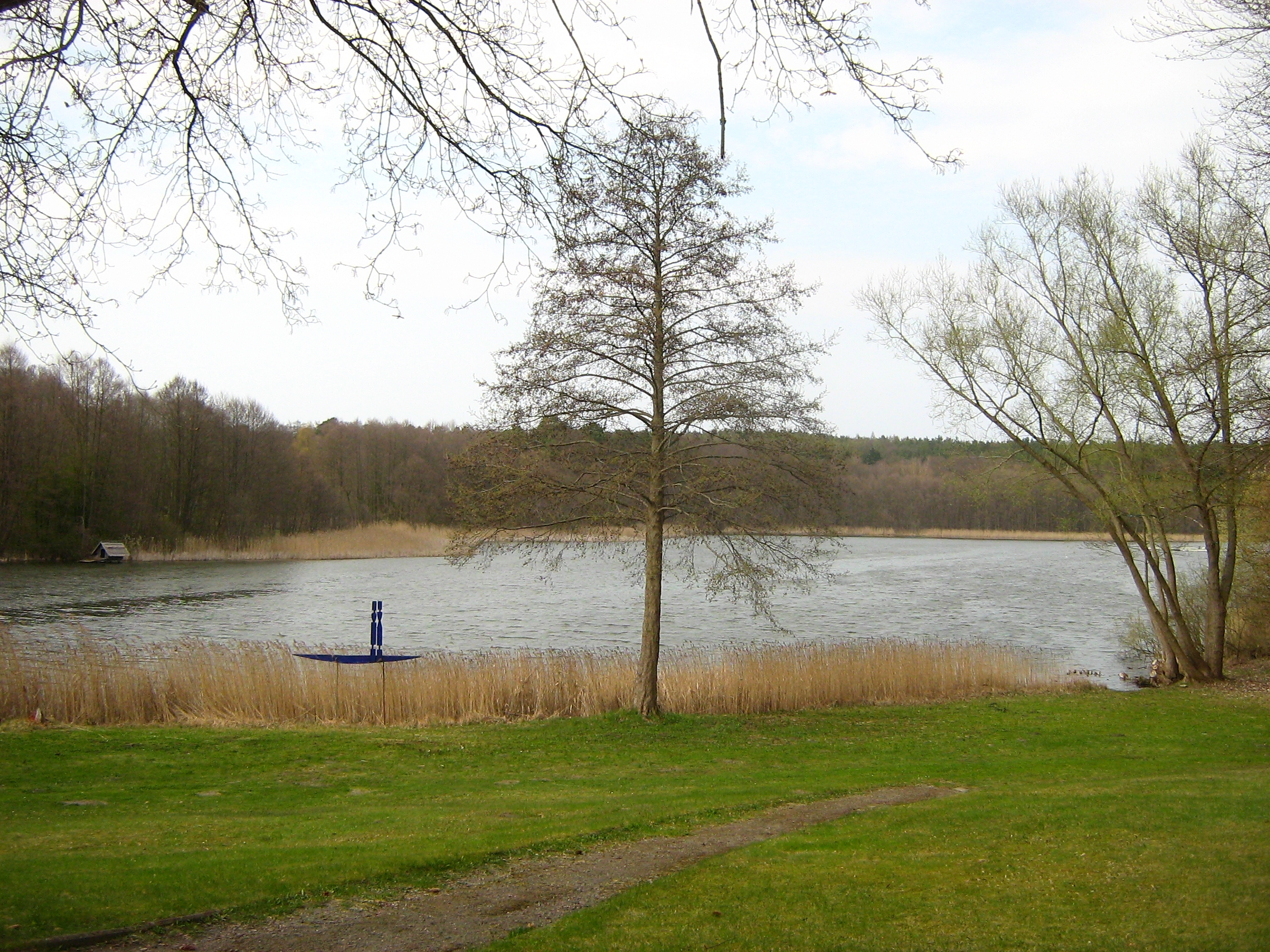

達戈湖（德語：Dagowsee），是德國的湖泊，位於該國東北部，由勃蘭登堡州負責管轄，處於上哈弗爾縣，面積0.24平方公里，海拔高度60米，最大水深8.5米，該湖泊有歐洲鯉、丁鱥、歐鯿、白斑狗魚、鰻鱺、白梭吻鱸、鯰魚等魚類棲息。